# Mañana no estás
Mañana no estás (título original en inglés: Gone tomorrow) es un thriller del autor británico Lee Child. Es la decimotercera novela de la saga de Jack Reacher. Fue publicada originalmente por Bantam Press, Dell Publishing y G. P. Putnam's Sons. En Argentina y España fue coeditada, en 2020 por Blatt & Ríos y Eterna Cadencia, con la traducción de Aldo Giacometti.

## Sinopsis
Mientras Jack Reacher viaja junto a otros cinco pasajeros en un vagón del metro de Nueva York a las dos de la madrugada, se percata de que uno de ellos coincide con el perfil de un posible terrorista suicida. Poco después, un sospechoso caso de suicidio muy rápidamente descartado por la policía lleva a Reacher a seguir pistas que lo conducen del terrorismo islámico al Pentágono al resto de las fuerzas de seguridad de la famosa ciudad aún marcada con el recuerdo del atentado a las torres gemelas.